# آشپزی ایسلندی

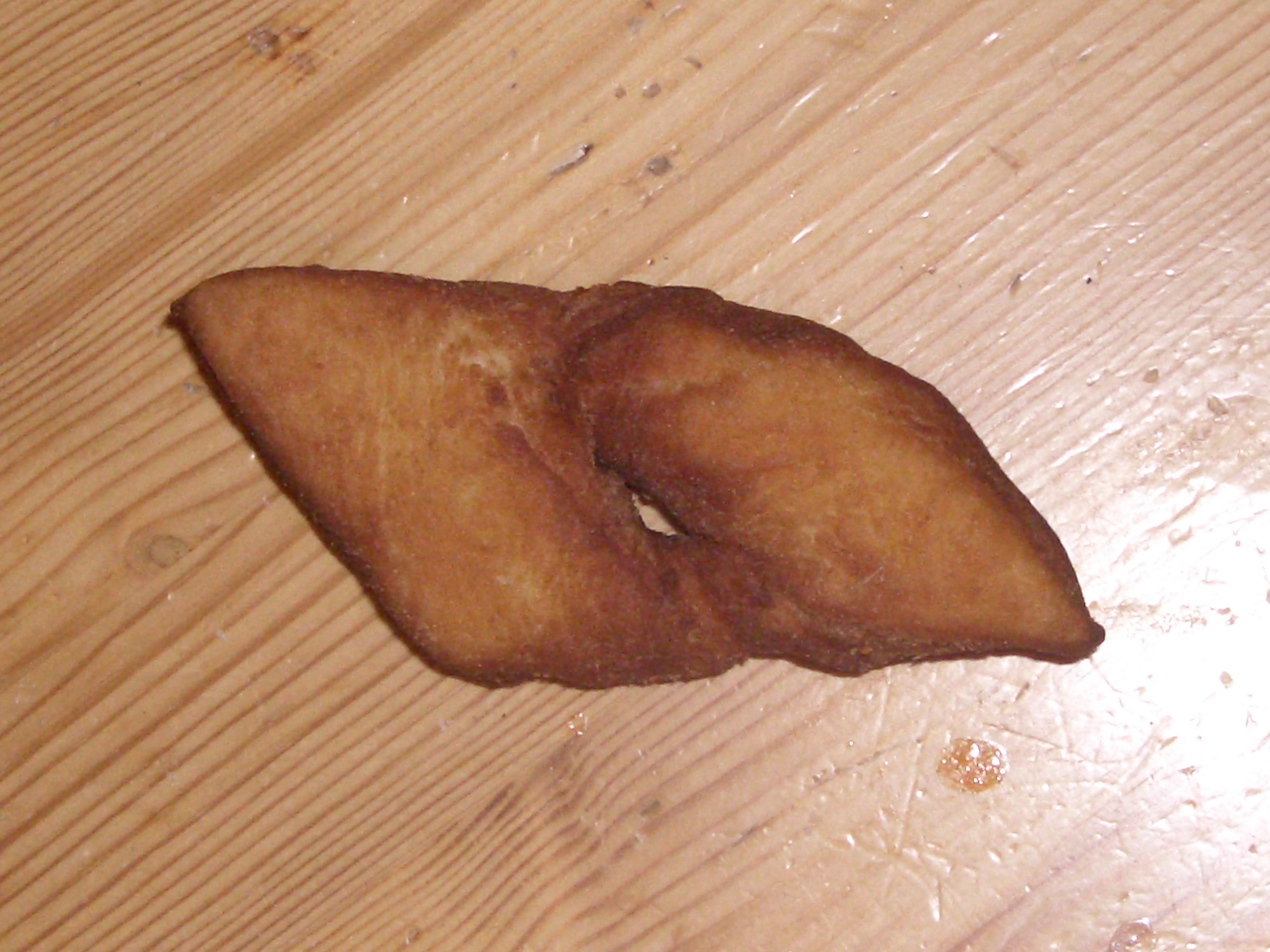
Kleina

آشپزی ایسلندی (انگلیسی: Icelandic cuisine) آشپزی ایسلند تاریخچهٔ طولانی دارد. بخش‌های مهمی از آشپزی ایسلندی را گوشت بره، لبنیات و ماهی تشکیل می‌دهد، که مورد آخر ناشی از این واقعیت است که ایسلند از دیرباز تنها در نزدیکی خطوط ساحلی دارای سکنه است. غذاهای محبوب در ایسلند اسکیر، هاونگیکوت (به ایسلندی: hangikjöt) (گوشت بره دودی)، کلینور (kleinur), لوواپروت (به ایسلندی: laufabrauð) و بولور (bollur) هستند. ثوراماتور (به ایسلندی: Þorramatur) یک بوفه سنتی است و در جشن‌های نیمه زمستان، که ثوراپلوت (به ایسلندی: Þorrablót) نامیده می‌شود، مورد مصرف قرار می‌گیرد؛ و این شامل تکه‌هایی از محصولات ماهی و گوشت نمک سود شده سنتی است که همراه با روگپروث (به ایسلندی: rúgbrauð) (نان چاودار سیاه) و برنیوینی (یک شراب ایسلندی) مصرف می‌شود. طعم این غذاهای سنتی بومی از روشهای نگهداری غذا، غوطه ور سازی طولانی مدت درون آب پنیر تخمیر شده یا آب نمک، خشک نمودن و دودی کردن سرچشمه می‌گیرد.
سرآشپزهای امروز ایسلندی در قیاس با روش‌ها و سنت‌های پخت و پز قدیمی، به‌طور معمول بر کیفیت مواد اولیه غذایی در دسترس تأکید دارند. رستوران‌های فراوانی در ایسلند در طبخ غذای دریایی تخصص دارند. در مسابقۀ سالانه آشپزی و سرگرمی (از سال ۲۰۰۴ شروع شده‌است)، شرکت کنندگان برای پخت غذاهایی خلاقانه با مواد اولیه غذایی که در ایسلند تولید می‌شود، با هم به رقابت می‌پردازند. امتیازهای بالا بر کیفیت گوشت بره، خوراک دریایی و اسکیر (بیشتر در این اواخر) استوار بوده‌است. برخی مواداولیه دیگر شامل پرنده دریایی و ماکیان آبی (شامل تخم ماکیان آبی)، ماهی آزاد و قزل آلا، سنگروی سیاه، زغال‌اخته آبی، رابارب، فراخ برگ ایسلندی، قارچ‌های وحشی، آویشن واقعی، انگدان، سنبل ختایی و جلبک دریایی خشک شده و هم چنین طیف وسیعی از محصولات لبنی می‌باشد.
به علت سابقۀ سکونت در آب و هوای نامساعد، مواد غذایی مرتبط با حیوانات بر آشپزی ایسلندی سیطره دارند. اگر چه ذائقۀ مردم در حال تغییر است تا به معیار اروپایی نزدیک تر شود. به عنوان مثال، در دهه‌های اخیر مصرف سبزیجات به مقدار زیادی افزایش یافته‌است در حالی که مصرف ماهی کاهش یافته‌است؛ با این حال هنوز مصرف ماهی با فاصله زیاد، در حدود چهار برابر بیشتر از میانگین مصرف کشورهای توسعه یافته، نسبت به آنها برتری دارد.